# Split Fiction
Split Fiction je akční adventura z roku 2025 vyvinutá společností Hazelight Studios a vydaná společností Electronic Arts. Jedná se o kooperativní hru pro více hráčů, která sleduje autorky Mio Hudson a Zoe Foster poté, co uvíznou ve světě svých příběhů, když se připojí k zařízení určenému ke krádeži kreativních nápadů.

## Hratelnost
Videohra Split Fiction je založena na několika různých žánrech. Kombinuje prvky akční adventury, plošinovky a puzzle videohry.

## Vývoj
Hra Split Fiction byla poprvé oznámena studiem Hazelight Studios a jejím herním ředitelem Josefem Faresem na udílení cen The Game Awards 2024. Její vývoj byl zahájen po vydání hry It Takes Two v roce 2021. Hru vytvořil tým 80 lidí pomocí Unreal Engine 5. 
Dvě postavy jsou pojmenovány po dvou dcerách Josefa Farese, který přirovnal příběh hry k „buddy movie“, protože obě postavy začínají jako úplní cizinci, kteří se musí pomalu sblížit, aby přežili. Fares napsal, že jednou z největších výzev při vývoji hry s rozmanitými herními mechanikami bylo zajistit, aby každá mechanika byla dokonale vybroušena. I když herní sekvence využívající určitou herní mechaniku může trvat jen několik minut, tým na nich musel pracovat měsíce, aby zajistil, že ovládání bude dostatečně intuitivní.

## Vydání
Hra Split Fiction byla vydána 6. března 2025 pro PlayStation 5, Windows a Xbox Series X/S a 5. června pro Nintendo Switch 2. Hra sklidila velký ohlas u kritiků a do 6. května 2025 se prodalo přes 4 miliony kopií.